# Teitur Lassen
Teitur Lassen (født 4. januar 1977 i Thorshavn), mest kendt som Teitur, er en sanger/sangskriver fra Færøerne. 
Han har siden sin første pladeudgivelse turneret over 1000 koncerter over det meste af verden. Teitur sange er blevet indspillet af bl.a Seal, Corinne Bailey Rae og Emilie Simon. Han har skrevet musik til Netherland Wind Ensemble, ICE, Holland Baroque Society, DR Symfoniorkester og DR Pigekoret. Som filmkomponist har Teitur lavet musik til dokumentaren Who We Were og hans sange medvirker i Hollywood filmene Aquamarine og My Super Ex-Girlfriend. Teitur har produceret, arrangeret og været medforfatter til albummet Le Cheshire Cat et moi af Nolwenn Leroy. I marts 2015 var Teitur taler på Ted Talks-konferencen i Vancouver. 
I 2021 blev Teitur udnævnt til Ridder af Dannebrog.

## Studie-albums
I 2003 skrev han kontrakt med det amerikanske pladeselskab Universal Records, som udgav hans debutplade "Poetry & Aeroplanes." Pladen er skrevet og spillet af Teitur selv på nær pladens kendeste nummer "Josephine" der er skrevet i samarbejde med den danske sangskriver og komponist Annette Bjergfeldt  desuden medvirker Matt Chamberlain, Jay Bellerose, Pino Palladino og David Mansfield. Den er lavet i samarbejde med Rupert Hine indspillet delvist i El Cortijo i Spanien og i A&M studierne i Los Angeles. I 2004 og 2005 spillede han omkring 300 koncerter i USA og Canada, heriblandt som opvarmning for John Mayer, Aimee Mann og Rufus Wainwright.
I april 2006 nåede beskeden om Teiturs brud med Universal offentligheden. Forklaringen lød på problemer med rettigheder og kreative mål. Kort tid efter udgav Teitur sit andet studiealbum "Stay Under The Stars" under det nystiftede Arlo & Betty Recording i samarbejde med Playground Music. Pladen er produceret i samarbejde med Martin Terefe og nåede op på en 9. plads på den danske top 40. Som opfølgning af hans succes blev vandt han Danish Music Awards som Danmarks bedste sanger i 2007.
"Káta Hornið" blev udgivet i juni 2007 og er på Teiturs modersmål færøsk. Pladen er opkaldt efter et gadehjørne i Thorshavn, Færøerne og sangene handler meget om at flytte hjem til et lille samfund. Indspilningerne foregik i et sommerhus på Tisvildeleje, på Islands Brygge og i Santa Barbara. Til albummet blev der lavet en video til sangen Ongir Pengar.
I oktober 2007 gik Teitur i gang med indspilningerne af sit 3. engelsksprogede studiealbum "The Singer". Indspilningerne foregik på Gotland i Sverige. Albummet blev frigivet i Danmark den 11. februar i 2008, hvorefter Teitur tog på turné med pladen som fik top karakterer i blandt andet The Guardian og The Independent samt seks stjerner i danske Gaffa. Turen gik bl.a. forbi Roskilde Festival, hvor Teitur fik æren af at åbne Orange Scene. The Singer vandt en Danish Music Award for bedste singer/songwriter album i 2009.
Den 30. november 2008 spillede Teitur en koncert i Operaen med DR Underholdningsorkestret og DR Vokalensemblet. Koncerten blev optaget og udgivet som en kombineret CD og DVD kaldet "A Night at the Opera" i 2009, opkaldet efter Queen album og Marx Brothers film af samme navn.
4. Oktober i 2010 udkom albummet "Let the Dog Drive Home" som blev indspillet i København med Teiturs faste band og medarrangør Tróndur Bogason. Til albummet blev der produceret videoer til sangene Freight Train og You Never Leave LA. 
"Story Music" udkom i 2013. Albummet er indspillet på Færøerne med deltagelse af mange Færøske musikere og musikken handler om den Færøske kultur, stilheden, længsel, naturen og provinsielt liv. På albummet medvirker også Van Dyke Parks som arrangør på sangen "It's Not Funny Anymore." Albummet blev belønnet kulturprisen Listin for årets kunstneriske præsentation 2013. Der arbejdes på en interaktiv film produktion om albummet. 

## Diskografi
- Poetry & Aeroplanes (Universal Records, 2003)
- Stay Under the Stars (Arlo & Betty Recordings//Edel/Playground Music/Cheap Lullaby, 2006)
- Káta Hornið (Arlo & Betty Recordings/TUTL 2007)
- The Singer (Arlo & Betty Recordings/Edel/Playground Music/AG/Cheap Lullaby, 2008)
- All My Mistakes (Arlo & Betty Recordings/AG 2009)
- A Night at the Opera (Arlo & Betty Recordings/Playground Music, CD/DVD 2009)
- Let the Dog Drive Home (Arlo & Betty Recordings/Playground Music/V2 2010)
- Story Music (Arlo & Betty Recordings/Playground Music/V2 2013)

## Singler
- Tina Dickow: Let's Go Dancing/Welcome Back Colour (2010)
- Ane Brun: Rubber & Soul - single (2006)
- Jakob Bro: Swimmer/Balladering & Time Re-works (2012)
- All My Mistakes: Songs for Tibet (Dalai Lama Compilation, 2008)

## Værker
- Romeo Answers for solo sang og strygekvartet (2016)
- Y Arpeggios (2015)
- Desert Island Music for klarinet og klaver (2015)
- The Lapidary Song for viola, cello, drone kvartet og elektronik (2015)
- Sommerfugledalen af Inger Christensen for kor og strygere (2013)
- Everyday Song for solo sang, blæsere og slagtøj (2012)
- Weekdays for kor, blæserkvintet, strygere og percussion (2011)
- Confessions for solo sang og barokensemble, med Nico Muhly (2008)